# Йорданка-Родика Йорданов
Йорданка-Родика Йорданов (на румънски: Iordanca-Rodica Iordanov) е молдовска политичка, бивша министърка на околната среда на Молдова (2022 – 2024). Доктор по право (от 2007 г.). Владее румънски, английски и руски език.

## Биография
Родена на 11 март 1976 г. в Молдавска ССР, СССР. Завършва политически науки и международно право в Ютикския колеж на Сиракузския университет в град Ютика (щата Ню Йорк), през 1998 г. получава бакалавърска степен по право. Една година по-късно завършва стажантска програма за млади учители в Маастрихтския университет, Нидерландия. През 2000 – 2001 г. учи в магистърска програма в Юридическия факултет на Държавния университет на Молдова в Кишинев. През 2002 – 2007 г. учи докторантура в Института по история, държава и право на Молдовската академия на науките, а през 2007 г. получава докторска степен по право със специализация по екологично право. От 1998 г. преподава в катедрата по публично право на Юридическия факултет на Държавния университет на Молдова.
От 2001 до 2004 г. и от 2005 до 2012 г. е координатор на офиса на организация Milieukontakt international (MKI) в Молдова. През 2004 г. в Будапеща е ръководител на проекти в Регионалния екологичен център за Централна и Източна Европа – независима международна организация. От 2013 до 2021 г. е изпълнителен директор на обществено сдружение „ЕкоКонтакт“.
През 2021 г. е назначена за държавен секретар на Министерството на околната среда на Молдова. След оставката на министъра на околната среда Джулиана Кантарагиу през ноември 2022 г. тя е назначена на нейната длъжност. На 13 март 2024 г. подава оставка.